# Jasienki
Jasienki (ukr. Ясінки) – wieś na Ukrainie, w  obwodzie iwanofrankiwskim, w rejonie kołomyjskim.